# Ningal
Ningal ("Velika dama") je sumerska božica trske, kćer Enkija i Ningikuge, koji su si brat i sestra. Njezina je majka također vladarica trske. Ningal se udala za svog bratića Nanua, boga Mjeseca, a rodili su im se Utu, bog Sunca, Inana, božica seksualne ljubavi; ponekad se smatralo da su imali još jedno dijete - Iškura, boga oluje. Ningal su štovali seljaci iz močvara južne Mezopotamije.